# 埃拉伊拉姆帕奈
埃拉伊拉姆帕奈（Elayirampannai），是印度泰米尔纳德邦Virudhunagar县的一个城镇。总人口6354（2001年）。

## 人口
该地2001年总人口6354人，其中男性3038人，女性3316人；0—6岁人口708人，其中男362人，女346人；识字率61.82%，其中男性为72.42%，女性为52.11%。